# 巴哈蒙德角
63°19′S 57°55′W / 63.317°S 57.917°W
巴哈蒙德角（英語：Bahamonde Point）是南極洲的海岬，位於葛拉漢地的特里尼蒂半島，處於施密特半島的西端，由智利探險隊繪入地圖，現時由南極條約體系管理。